# Dalia Contreras
Dalia María Contreras Rivero (ur. 20 września 1983 w Cabudare) – wenezuelska zawodniczka taekwondo, brązowa medalistka olimpijska, dwukrotna brązowa medalistka mistrzostw świata.
Brązowa medalistka igrzysk olimpijskich w Pekinie w 2008 roku w kategorii do 49 kg i zdobywczyni ósmego miejsca w 2004 w Atenach.
Jest dwukrotną brązową medalistką mistrzostw świata (2001, 2003).